# The Dudley Boyz
Para el resto del stable, véase The Dudleys
The Dudley Boyz, también conocidos como Team 3D, fue un tag team de lucha libre profesional compuesto por los hermanos Bubba Ray Dudley y D-Von Dudley, que trabajaron por última vez para la WWE.
El equipo fue originalmente parte del stable The Dudleys, comenzando su carrera en la Extreme Championship Wrestling. Tras conseguir bastante éxito, llegaron a la fama al unirse a la World Wrestling Federation donde se añadió el miembro ocasional Spike Dudley.
Mark y Devon son más conocidos en la lucha por parejas que individualmente. Además, son uno de los máximos exponentes de los Tables Match (lucha de mesas) y de los Hardcore Match (luchas extremas), característica principal de ellos. 
El grupo ha ganado 24 campeonatos por parejas, incluyendo el Campeonato Mundial por Parejas de la WWE, el Campeonato por Parejas de la WWE, el Campeonato por Parejas de la ECW, el Campeonato Mundial por Parejas de la WCW, el Campeonato Mundial por Parejas de la NWA, el Campeonato Mundial por Parejas de la TNA y el Super Campeonato por Parejas de la HUSTLE, además de más recientemente el campeonato en parejas del IWGP de Japón. Siendo el Tag Team que ha logrado ganar la gran mayoría de campeonatos por parejas de compañías de lucha libre importantes (WWE, WCW, ECW, NWA, TNA, HUSTLE y IWGP)
En su estancia en TNA, ambos cambiaron de nombre a Brother Ray/Bully Ray y Brother Devon/Devon, y el 21 de mayo de 2007, cambiaron el nombre de Dudley Boyz por el de Team 3D.
El 22 de agosto de 2016 en Raw, anunciaron su retiro de la lucha libre.

## Historia

### Extreme Championship Wrestling (1996-1999)
Buh-Buh Ray y D-Von llegaron a hacerse famosos, debido a sus constantes apariciones y entrevistas en la ECW. Poco después, harían su primera aparición el 4 de mayo de 1996 en la arena ECW.
La familia Dudley era una familia bastante numerosa, con muchos descendientes que practicaban la lucha libre profesional. Buh Buh Ray Dudley Y D-Von Dudley eran miembros de esta familia, y esto les supondría que les fuera más fácil ganar la fama y el respeto del público, ya que al descender de esa familia, podrías fácilmente triunfar en el mundo de la lucha libre. 
Los hermanos Dudley llegaron a competir por el ECW Tag Team Championship numerosas ocasiones. La primera vez que lo ganaron, fue derrotando a los que eran los campeones por parejas, los ya retirados The Eliminators (John Kronus y Perry Saturn) en la arena de Hostile City Showdown en el año 1997. Semanas después, The Eliminators pidieron una revancha por el título. Este combate fue ganado por The Eliminators, arrebatándole sus títulos a los Dudley Boyz.
Entonces ese mismo año, empezaron una rivalidad con los Eliminators. Entonces los Eliminators los retaron por una revancha de los títulos en la arena Barely Legal. El 20 de junio los Dudleys ganaron, obteniendo por segunda vez el ECW Tag Team Championship.
Los Dudley Boyz empezarían después otra rivalidad con The Gangstaz. Los Dudley Boyz volvieron a perder sus títulos contra los Gangstaz (formado por los luchadores New Jack y Mustafa).
Después, los campeones Mustafa y Saturn perderían sus títulos por parejas contra los luchadores New Jack y Kronus, pero esto se debió a que en el combate interfirieron los Dudley Boyz, ya que era un combate sin descalificación. 
Después de este suceso, los Dudley Boyz retaron a los nuevos campeones (New Jack y Kronus) por sus títulos. A la semana siguiente, los campeones fueron derrotados por los Dudley Boyz, que se convirtieron en campeones por parejas por tercera vez.
Los Dudley Boyz defendieron sus títulos victoriosamente contra equipos de luchadores como The Sandman y Masato Tanaka.
Después, volverían a perder sus títulos contra Rob Van Dam y Sabu en la arena de ECW, en Japón.
Los Dudleys continuaron con su buena racha, acaparando toda la atención de los fanes, y convirtiéndose en uno de los equipos más formidables de la historia de la ECW.
Derrotaron a grandes leyendas de la ECW, como New Jack, Tommy Dreamer, Balls Mahoney y The Sandman. Consiguieron ganar el ECW Tag Team Championship dos veces más. 
Unos años después los Dudley Boyz (llenos ya de fama en la ECW) empezaron de nuevo otra rivalidad con el equipo fromado por New Jack y Spike Dudley y su mánager Balls Mahoney. Estaban rivalizados porque los dos equipos querían conseguir el ECW Tag Team Championship.
Entonces los dos equipos lucharon, y el equipo que quedara como ganador, serían los luchadores contrincantes número 1 al ECW Tag Team Championship. Este combate fue ganado por los Dudley Boyz.
En la edición siguiente de ECW, ganaron su sexto ECW Tag Team Championship. Esa misma noche, una vez ganaron los Dudley Boyz, el equipo llamado Impact Players, (formado por Justin Credible y Lance Storm), retaron a Buh Buh Ray y D-Von por sus títulos esa misma noche, pero los Dudley Boyz, retuvieron de nuevo su campeonato.
Perderían sus campeonatos meses después, en un Tables Match contra el equipo LSD y Balls Mahoney. En ese combate, D-Von sería lesionado gravemente. Entonces no se volvió a ver al grupo en una temporada muy larga. 
En el año 1999 ya se rumoreaba el retorno al ring de los Dudley Boyz, pero por un asunto desconocido, el grupo abandonó la empresa (se rumoreaba que era por asuntos económicos), y entonces los Dudley Boyz abandonarían la ECW.

### World Wrestling Federation / Entertainment (1999-2005)

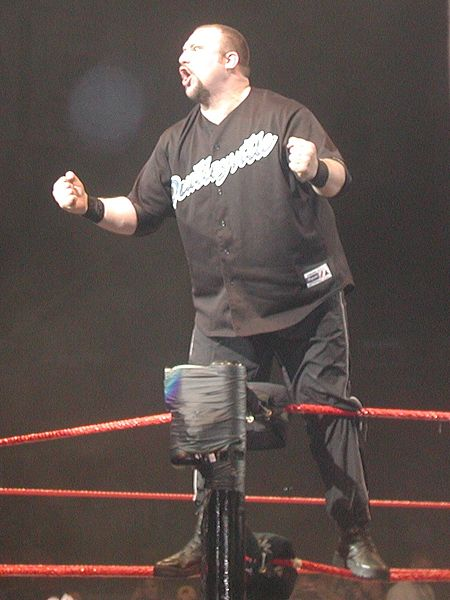
Bubba Ray en Raw.

En el año 1999, Buh Buh Ray y D-Von se cambiaron de empresa y fueron a la World Wrestling Federation, cuando Buh Buh Ray se cambió de nombre artístico, llamándose después Bubba Ray Dudley.
Entonces, se empezaron a hacer multitud de promociones sobre el retorno de los Dudley Boyz. Finalmente, los rumores eran ciertos, y los Dudley Boyz debutaron en la WWF, EL 15 de junio de 1999.
El atuendo del grupo había cambiado. Ahora llevaban los dos unas especies de gafas (Buh Buh Ray llevaba unas gafas de sol y D-Von unas gafas, con untono un poco cómico). Este nuevo atuendo no se parecía mucho al que llevaban en la ECW, ya que cuando iban a esta empresa, su atuendo era más al estilo militar, más serio y formal. En la WWF, su atuendo era un poco más cómico.
Mientras estaban en la WWF, los Dudley Boyz dejaron su estilo extremo y radical, dejando a un lado el estilo de lucha violento, pasando a otro estilo más técnico.
En el evento No Way Out 2000 ganaron su primer WWF Tag Team Championship, al derrotar a los entonces campeones New Age Outlaws (Road Dogg y Billy Gunn), en un Steel Cage Match. Así pues, fueron los primeros luchadores en haber ganado los campeonatos por parejas de la ECW, WWF, y WCW. Durante los años 2000 y 2001, los Dudley Boyz empezaron una larga rivalidad con los que eran los Campeones por Parejas de la WWF los Hardy Boyz y Edge y Christian. Se llegaron a celebrar varios Tables Matches (combates de mesas) y Tables, Ladders & Chairs Matches (combates con escaleras, sillas y mesas) entre ellos. El primer combate se celebró en Wrestlemania 2000, el segundo en SummerSlam 2000 y el tercer combate en WrestleMania X-Seven. 
Después, pasaron de ser face a luchadores heel, esto no gustó nada al público y en unos meses después volvieron a su papel de face.
A mediados del año 2001, los Dudley Boyz se aliaron con el equipo The Alliance. Durante una temporada, el equipo Dudley Boyz y The Alliance permanecerían juntos, participando en numerosos combates, pero al cabo de unos meses, el equipo se fue disolviendo y los Dudley Boyz fueron independientes de nuevo. 
Este mismo año, los Dudley Boyz cambiarían de mánager (ya que el que les habían acompañado durante toda su carrera tenía problemas médicos). Entonces, el nuevo mánager del equipo sería Stacy Keibler.

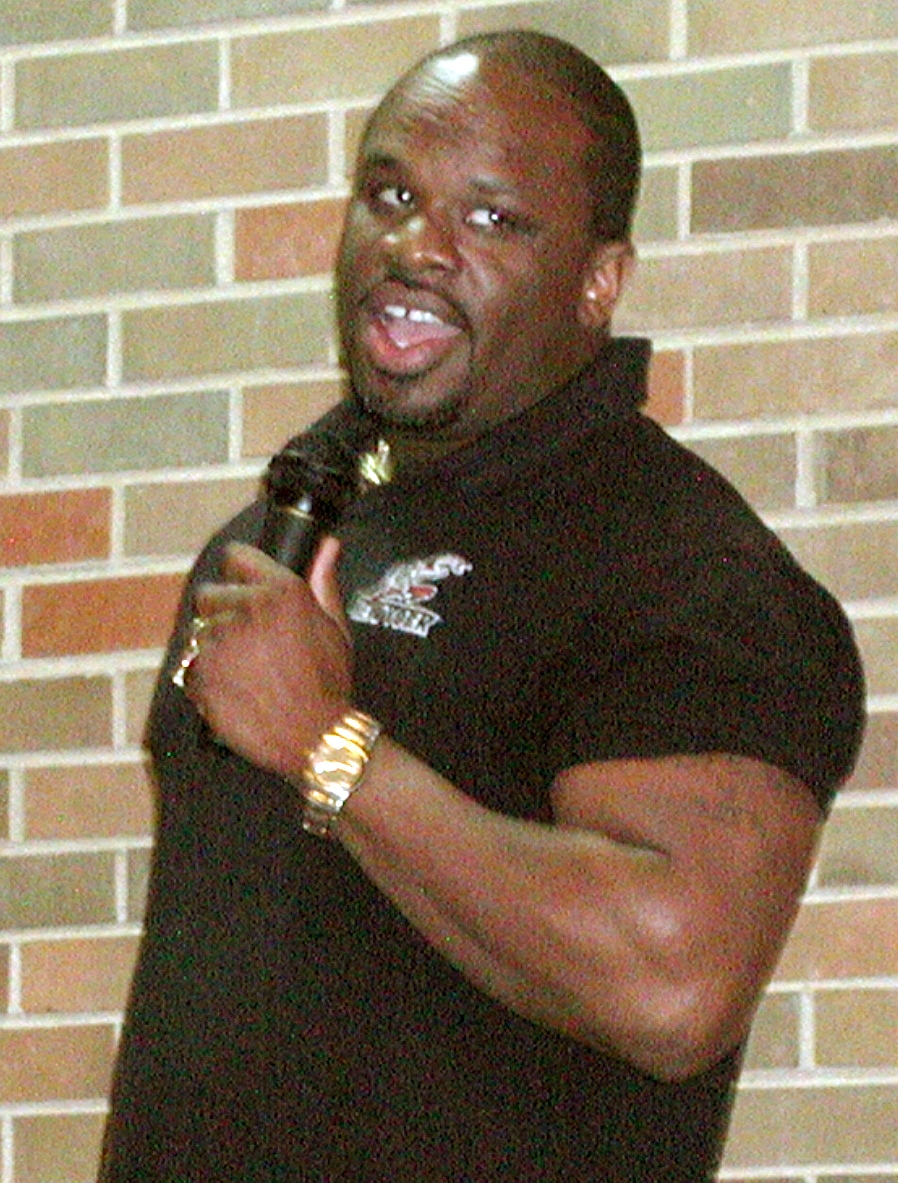
D-Von en Illinois en 2002.

Entonces, los Dudleys ganarían de nuevo el WWF World Tag Team Championship, en este caso a los Hardy Boyz en una jaula de acero en el evento Survivor Series 2001. 
Después del gran evento WrestleMania X8 en marzo del año 2002, la WWF pasó a llamarse WWE ("World Wrestling Entertainment") y los luchadores se dividieron en dos marcas, Raw y SmackDown. 
Los Dudley Boyz tuvieron que separarse debido a que Bubba Ray fue enviado a la marca Raw y D-Von a SmackDown. Entonces cada uno tendría ya su propio personaje, y empezarían a luchar individualmente cada uno. D-Von pasó a llamarse Reverend D-Von y pasó a respresentar a Deacon Batista, en la Ohio Valley Wrestling (lugar donde entrenan luchadores para posteriormente pasar a WWE). 
En Judgment Day 2002, Bubba Ray empezó a salir con la Campeona Femenina de Raw Trish Stratus, y en este PPV, Bubba Ray acompañó a Trish a su combate para defender su título contra la luchadora Keibler. El combate fue ganado por Trish Stratus, reteniendo su título.
Bubba y D-Von aparecieron juntos en el Survivor Series 2002, cuando D-Von apareció para ayudar a Bubba Ray, ya que estaba en apuros, porque estaba recibiendo un duro castigo de Spike Dudley y Jeff Hardy. Después del evento, se rumoreó si D-Von iría a la marca Raw. A la semana siguiente se confirmó. D-Von sería enviado a Raw, siendo intercambiado por Big Show.
Después, volvería el grupo Dudley Boyz, ya que D-Von y Bubba estaban en la misma marca y se decidió hacer volver al grupo. Empezarían varios feudos con los grupos de luchadores como La Résistance, Chief Morley & Lance Storm, Ric Flair y Batista (dos miembros del grupo Evolution) y una pequeña confrontación de dos semanas con el grupo The Un-Americans. 

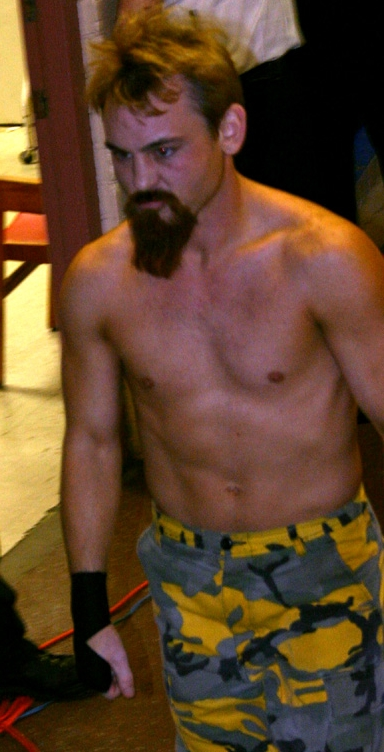
Spike Dudley, antiguo miembro del grupo.

Los dos luchadores volverían a ser heel y empezarían una confrontación con Rob Van Dam y Kane. Durante esta temporada, el gerente general de Raw, Eric Bischoff los amenazó debido a que los Dudley Boyz hacían constantes apariciones en los combates de Van Dam y Kane, interferiendo para impedir que ganaran sus combates. Bischoff les dijo a los Dudley Boyz que si no dejaban de interferir violentamente en los combates, serían despedidos.
Los Dudley Boyz fueron trasladados a la marca SmackDown en marzo del año 2004, Bubba Ray y D-Von volvieron como luchadores heels de nuevo, aliándose con Paul Heyman y empezando un feudo con The Undertaker. Después ganarían los Campeonatos en Parejas de la WWE, siendo el primer equipo en ganar todos los campeonatos por parejas de las empresas más importantes de la historia de la lucha libre americana. Semanas después, los Dudley Boyz tendrían como "jefe" al su hermano, el luchador de peso crucero Spike Dudley. Entonces le ayudarían a Spike a conseguir el Campeonato Peso Crucero de la WWE frente a Rey Mysterio.
Bubba, D-Von, y Spike hicieron su última aparición en la WWE en el evento de One Night Stand en junio del 2005. En julio de 2005, WWE optó por no seguir las negociaciones de renovación de contrato con los Dudley Boyz. Además, hubo un grupo de luchadores (incluyendo Spike) que fueron despedidos por la WWE por razones presupuestarias. En agosto de 2005 se emitieron avisos legales a Bubba y D-Von instruyéndolos a no utilizar el nombre (marca registrada de la WWE) "Dudley". Esto condujo a un grado de resentimiento entre los ex Dudleys y sus antiguos empleadores, ya que ellos usaron los nombres desde 1996, varios años antes de que toda la propiedad intelectual de la ECW fuera adquirida por WWE como resultado de la quiebra. Ambos creían que Paul Heyman les había concedido los derechos al nombre.

### Total Nonstop Action Wrestling (2005-2014)

#### 2005

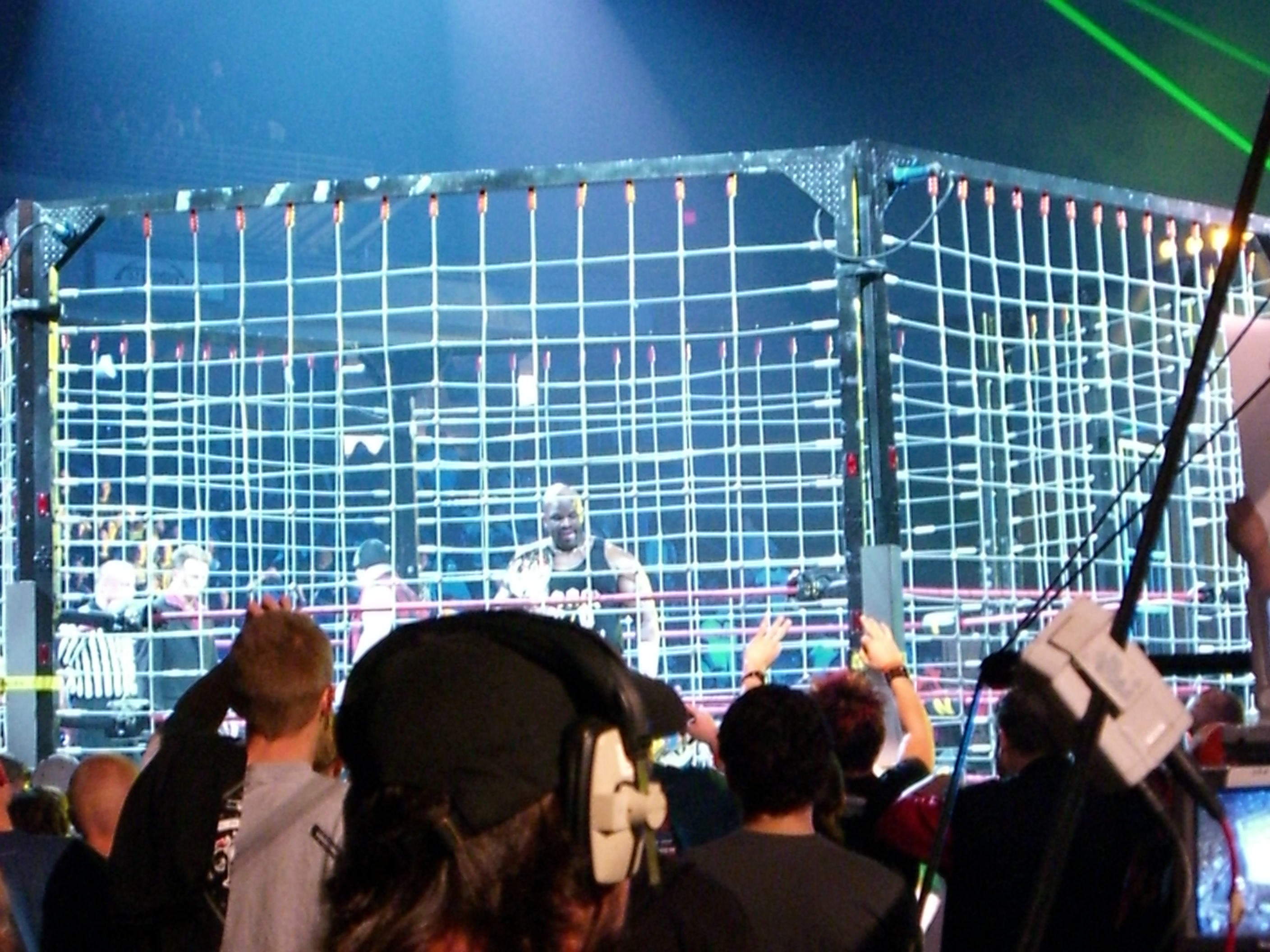
Brother Devon en Lockdown.

El 21 de septiembre de 2005, se anunció que los hermanos firmarían un contrato con la empresa de lucha libre Total Nonstop Action Wrestling (TNA), y su nuevo nombre de equipo sería Team 3D. Team 3D harían su primera aparición en la TNA el 1 de octubre de 2005, en el episodio de TNA iMPACT! interfiriendo para ayudar al equipo 3Live Kru del ataque brutal del equipo Planet Jarrett y Team Canada. 
Su primer combate en TNA fue el 8 de octubre en el episodio de TNA iMPACT! contra el equipo America's Most Wanted. Gail Kim y Jeff Jarrett interfirieron en el combate, haciendo que Team 3D perdiese el combate. El 15 de octubre, Planet Jarrett salió al ring, anunciando que la carrera de Team 3D había acabado, ya que en su interferencia hirió gravemente a Team 3D. Entonces apareció el que fue el mánager de Team 3D en la WWE, Spike, corriendo hacia el ring y golpeando a Jeff Jarrett. Entonces se anunciaría que Spike entraría a la TNA.
El 13 de abril, en la edición de iMPACT!, Spike Dudley debutaría en la TNA, ayudando a Team 3D en su combate contra Team Canada. Spike, desde ese día, siempre acompañaría a Team 3D para ayudarles a luchar contra Team Canada y The James Gang. 
Tendrían un combate contra Team Canada en un Six Sides of Steel Match en Lockdown. Ray y Devon empezaron una rivalidad con The James Gang, y se concertaría un combate en el siguiente Slammiversary en un Bingo Hall Brawl. Este combate lo ganarían Team 3D. Luego empezarían otra nueva rivalidad con Abyss, en la gira de TNA por Japón. Después no se les volvería a ver hasta un año después, debido a una fuerte lesión de D-Von.

#### 2007-2008

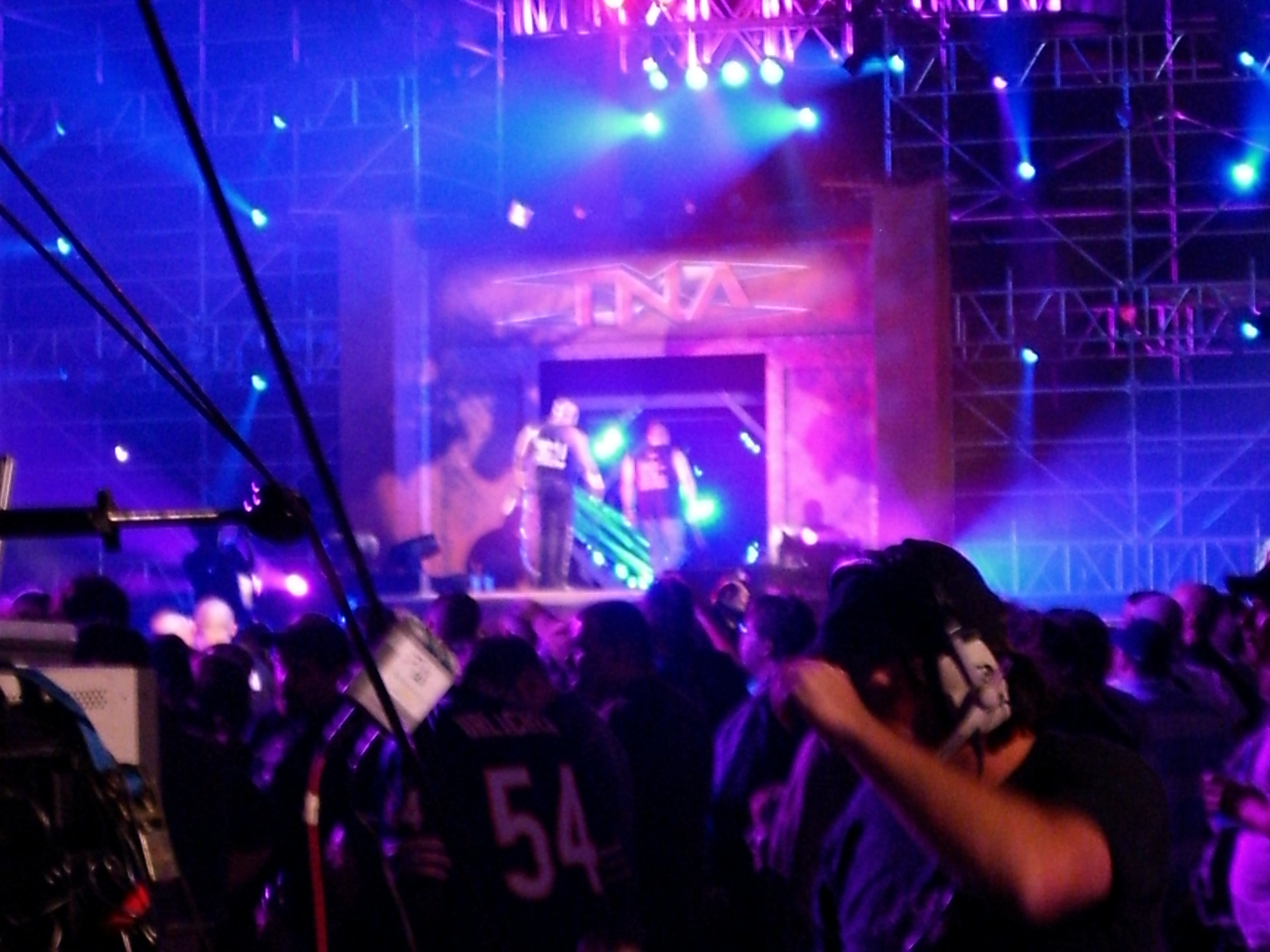
Team 3D en la TNA.

A mediados del año 2007, Team 3D regresaron proclamándose como los contrincantes número uno por el campeonato por parejas de la TNA. Los campeones eran Latin American Xchange. En el Final Resolution Team 3D lucharían contra los Latin American Exchange por los títulos por parejas, pero Team 3D fueron descalificados debido a que D-Von golpeó con una silla al contrincante.
Team 3D empezaron una rivalidad contra el equipo LAX. En el evento Destination X lucharían Team 3D contra LAX. El combate lo ganarían LAX.
En el evento Lockdown, Team 3D combatieron contra el equipo LAX en un Electrified Steel Cage match. El combate fue ganado por Team 3D, ganando por primera vez el Campeonato Mundial en Parejas de la NWA.
El 13 de mayo de 2007 el director Ejecutivo de la National Wrestling Alliance anunció que Team 3D deberían dejar los Campeonatos Mundiales en Parejas de la NWA ya que los directivos de la NWA ya no querían que sus campeones por parejas fueran de otra promoción.
La TNA reconoció el problema y entonces se le designó a Team 3D los nuevos y renombrados Campeonatos Mundiales en Parejas de la TNA, trayendo a la TNA sus nuevos campeonatos por parejas el 16 de mayo de 2007. 

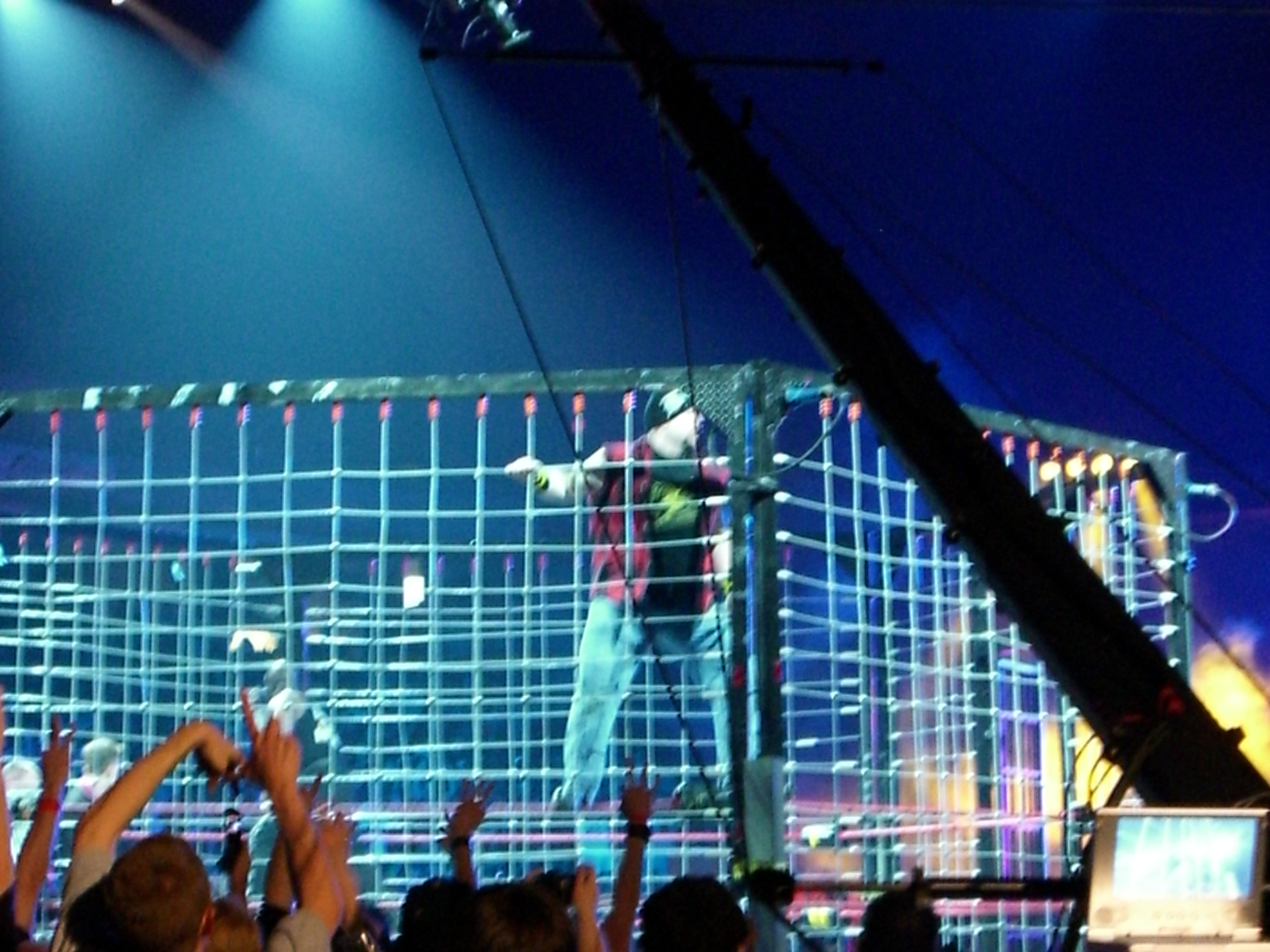
Bubba Ray en Lockdown.

Team 3D defendió sus títulos en Sacrifice, en un combate de tres equipos en los que se encontraban el equipo de Tomko & Scott Steiner y LAX. El combate fue ganado por Team 3D.
Después del combate, el hermano de Scott Steiner, Rick Steiner atacaría a Team 3D, provocando una nueva confrontaciión entre Team 3D y The Steiner Brothers.
En Slammiversary, Team 3D defenderían exitosamente sus títulos frente a The Steiner Brothers. En la siguiente edición de iMPACT!, Jim Cornette anunció un combate llamado Champions vs. Champions (Campeones contra Campeones), que consistiría que los ganadores del siguiente combate, lucharían contra los campeones por parejas de TNA (Team 3D), contra los campeones TNA World Heavyweight Championship y el TNA Division X Champion. En este combate participarían Team 3D, el equipo LAX, y el otro equipo A.J. Styles y Christopher Daniels en un combate de tres parejas por el título por parejas de la TNA. Team 3D defendió sus títulos y tendrían que pelear contra el TNA World Heavyweight Championship y el TNA Division X Champion. 
En el combate de Champions vs. Champions, (Team 3D vs Samoa Joe y Victory Road por el título por parejas), vencerían Samoa Joe y Victory Road, ganado los campeomnatos, y poniendo fin al reinado de Team 3D.

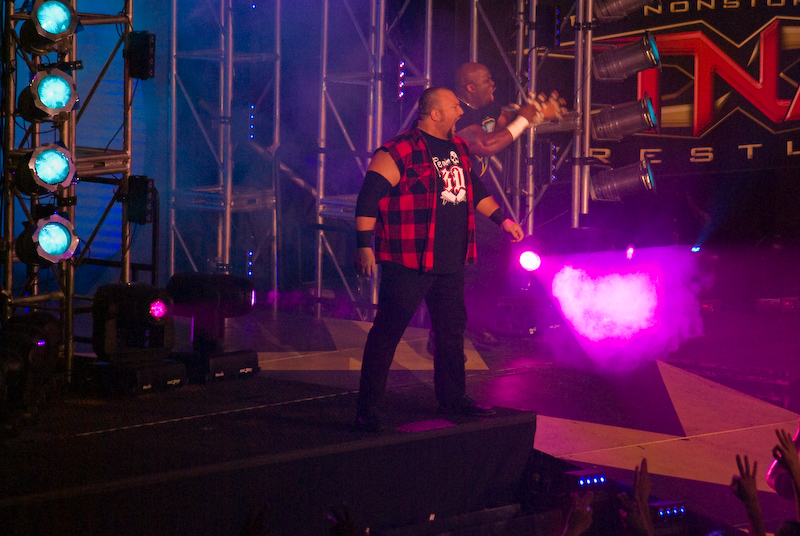
Team 3D en Bound for Glory IV.

Team 3D, a pesar de que perdiesen sus títulos, continuaron con su carrera de luchadores, empezando una nueva rivalidad con The Motor City Machine Guns.
En TNA Genesis, lucharían contra los Motor City Machine Guns.El combate lo ganaron Alex Shelley y Chris Sabin, ganando una oportunidad por los campeonatos por parejas.
Team 3D cada vez empezó a luchar cada vez con menor frecuencia, pero semanas después, empezarían una rivalidad con los luchadores Shark Boy y Curry Man. Después esta rivalidad acabó en la edición de iMPACT!, ya que Team 3D lesionó a Curry Man.

#### 2009-2011
En Lockdown, lograron ganar su vigesimosegundo campeonato mundial en parejas, tras derrotar a Beer Money, Inc., ganando el Campeonato Mundial en Parejas de la TNA.
En Hard Justice fueron derrotados por Booker T y Scott Steiner con el Campeonato Mundial en Parejas de la TNA en juego. Luego se aliaron con Rhyno y empezaron un feudo con Matt Morgan, Hernández y D'Angelo Dinero, derrotándoles en Turning Point. Sin embargo, durante las siguientes semanas, Jesse Neal su unió al equipo de Rhyno y Dinero propuso a Suicide unirse al suyo. En Final Resolution, el equipo de Morgan, Dinero, Hernández y Suicide derrotó al de Team 3D, Rhyno y Neal, eliminando Team 3D a Suicide y Dinero y los últimos eliminados de su equipo.
A principios de 2010, empezaron un feudo con The Nasty Boys, cambiando de nuevo a face, ante los cuales perdieron en Against All Odds debido a la interferencia de Jimmy Hart.
Posteriormente, anunciaron su retiro como equipo y centrándose en sus carreras en solitario, pactando una última lucha ante los Campeones Mundiales de Parejas de la TNA Motor City Machine Guns (Alex Shelley y Chris Sabin), siendo derrotados y con esto, retirándose como equipo de la lucha libre profesional.

#### 2012-2013

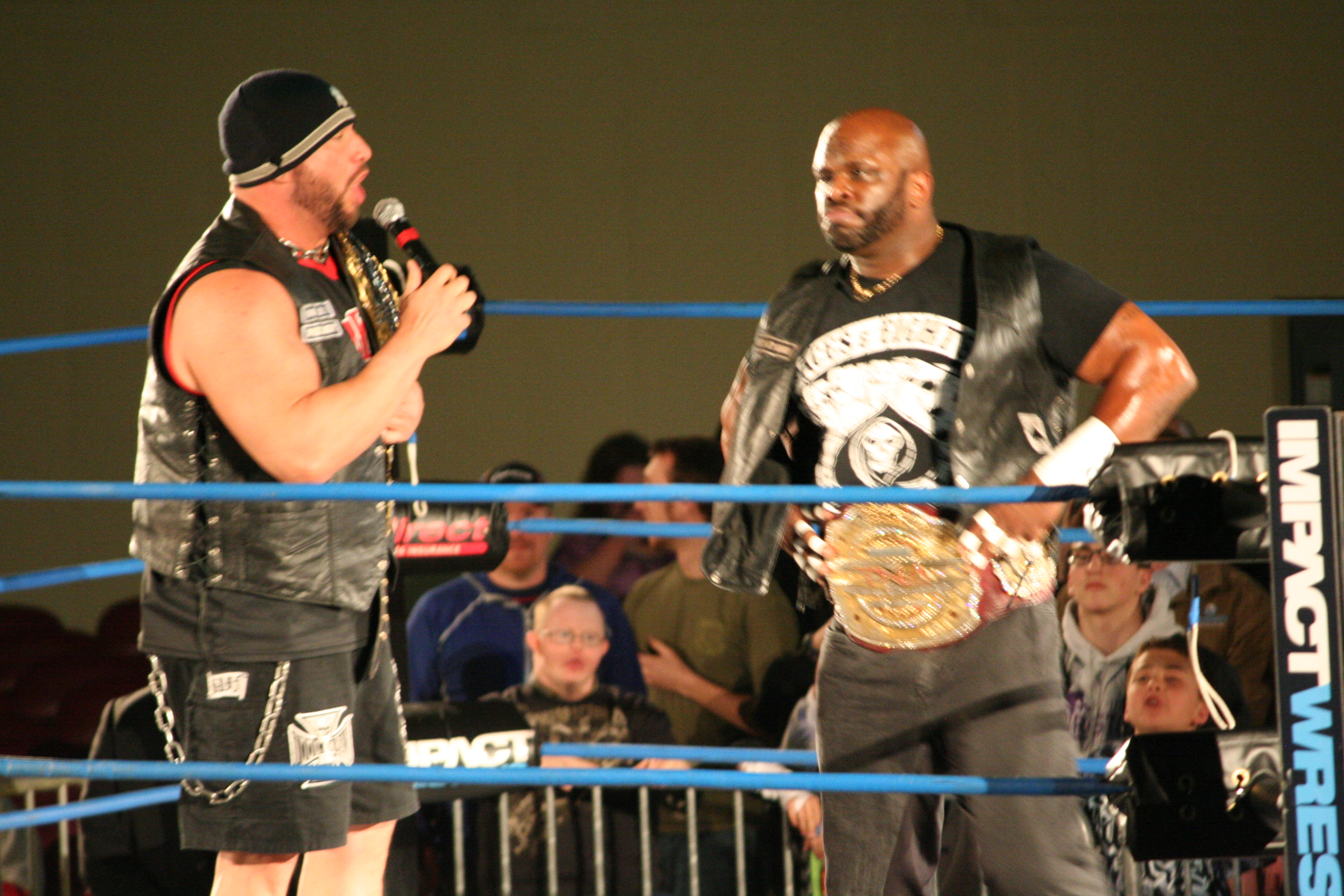
Bully Ray y Devon (después de la reunificación como parte de Aces & Eights) haciendo equipo en un house show como Campeón Mundial Peso Pesado de la TNA y campeón de la Televisión respectivamente.

Durante finales del verano de 2012, los contratos de Devon y Ray con la TNA estaban fijados a expirar. Mientras que Ray acordó una nueva prórroga por dos años con la promoción, Devon se fue de la TNA. Sin embargo, Devon regresó el 14 de octubre de 2012 en Bound for Glory, revelándose como un miembro (más tarde identificado como el sargento de armas) de la facción Aces & Eights después de su victoria contra Sting y un ahora face Bully Ray.
Ray pasaría los próximos meses cerca de Hulk y Brooke Hogan mientras se enfrentaba con Devon y los Aces & Eights. Durante este tiempo, Devon volvió a ganar el Campeonato de la Televisión del entonces actual campeón Samoa Joe, mientras que a Bully le fue finalmente concedido una lucha en Lockdown por Campeonato Mundial Peso Pesado de la TNA de Jeff Hardy. En Lockdown el 10 de marzo de 2013, Bully Ray se volvió heel por derrotar a Hardy por el Campeonato Mundial Peso Pesado de la TNA usando un martillo proporcionado por Devon, revelando entonces que él era el presidente de los Aces & Eights y había manipulado a los Hogan todo ese tiempo. Se reunieron entonces como un equipo en pareja en numerosas ocasiones durante ese tiempo, incluyendo house shows y grabaciones de televisión. El equipo se vio obligado a disolverse el 22 de agosto de 2013, cuando Devon cubierto por A.J. Styles en una lucha de equipos entre Aces & Eights y la reformada Main Event Mafia donde el luchador que recibiera la cuenta se vería obligado a abandonar la TNA. Horas más tarde, la salida de Devon de la TNA fue confirmada como legítima. Y posteriormente, Aces & Eights se disolvería, ya que en Turning Point, Mr Anderson venció a Ray en un No Disqualification match donde si ganaba Anderson, Aces & Eights desaparecería.

#### 2014
El 15 de junio de 2014 en Slammiversary XII, Team 3D fueron anunciados por Kurt Angle como los ingresantes del 2014 al Salón de la Fama de la TNA. Fueron el primer equipo en parejas que fueron ingresados al Salón de la Fama y fueron los ingresantes tercero y cuarto. Esto también marcó el retorno de Devon a la TNA. En el episodio del 17 de junio de 2014 del Impacto Wrestling, Team 3D oficialmente se reunió cuando Devon salió a ayudar a Bully Ray y Tommy Dreamer en su ataque contra la comitiva de la presidenta de la TNA Dixie Carter, con Bully Ray y Devon aplicándole al sobrino Dixie Ethan Carter III un «3D» a través de una mesa. En las grabaciones del 27 de junio de Impacto Wrestling, que se emitió el 7 de agosto, Team 3D consiguieron poner a Dixie Carter a través de una mesa.
Team 3D fueron ingresados al Salón de la Fama de la TNA el 11 de octubre de 2014 en Japón. Al día siguiente en Bound for Glory, derrotaron a Tommy Dreamer y abismo. El evento fue la fecha final contratada para cada miembro de Team 3D.

### World Wrestling Entertainment (2015-2016)

#### 2015
En el evento Royal Rumble 2015, Bubba Ray participó del Royal Rumble Match entrando en el tercer lugar, eliminando a The Miz y a R-Truth, luego siendo eliminado por Bray Wyatt.
El 24 de agosto en Raw, hicieron su regreso como equipo a la WWE luego de 10 años de ausencia, atacando a los actuales Campeones en Parejas, The New Day. Más tarde, el 27 de agosto y como se había anunciado, hacían su retorno a SmackDown enfrentándose a The Ascension; luego de ganar el combate fueron confrontados por The New Day al aparecer con carteles de protesta con los mensajes "Save a table, break a Dudley", "Booty", y "#GiveTablesAChance"; al observar esto, The Dudley Boyz decidieron sacar una mesa y hacerle un bombazo sobre esta a Viktor que se encontraba tirado en la lona cerca de un esquinero. El 31 de agosto en Monday Night Raw, lucharon por segunda vez desde su regreso, se enfrentaron de manera oficial ante los campeones en pareja The New Day, llevándose la victoria sobre Big E y Kofi Kingston; en este combate The Dudley Boyz intentaron usar una mesa para aplicar un 3D sobre Big E, pero Xavier Woods estuvo atento para evitarlo, sacando a su compañero de la lona.
El 3 de septiembre The Dudley Boyz volvían a aparecer en SmackDown para un combate contra The Prime Time Players; en donde D-Von y Bubba Ray se llevaban una victoria más desde su regreso, al aplicar un 3D sobre Titus O'Neil. Mientras el combate transcurría, en la mesa de comentaristas estaban como invitados los miembros de New Day, que al ver que terminaba el combate salieron hasta la rampa de entrada con una mesa que tenían protegida. Kofi Kingston antes de encontrarse con sus compañeros entraba corriendo al ring para darle una palmada en la cabeza a D-Von. En una nueva edición de Raw el 7 de septiembre, The Dudley Boyz antes de su combate programado contra Los Matadores en backstage le informaban a The New Day que la siguiente semana deberían enfrentar a The Prime Time Players, quienes cobrarían su cláusula de revancha. Por su parte, el equipo ganador de esa lucha tendría que enfrentar a The Dudley Boyz en el evento Night Of Champions. Más tarde esa noche The Dudley Boyz ganarían su combate aplicándole un Dudley Death Drop a Fernando, Luego de esto Diego y El Torito se acercan a Fernando y empiezan a discutir, Diego pateaba y golpeaba a El Torito en ringside, Bubba Ray y D-Von observan esto desde la rampa, por lo que D-Von llega a defender a El Torito mientras Bubba Ray tiene una mesa lista sobre el ring; D-Von subió a Diego a la lona y junto a Bubba Ray le aplicaron un Powerbomb sobre la mesa a Diego. En Night Of Champions, lucharon por los Campeonatos en Parejas de WWE contra The New Day, pero el combate terminó en descalificación, por lo que The New Day retuvo sus títulos.

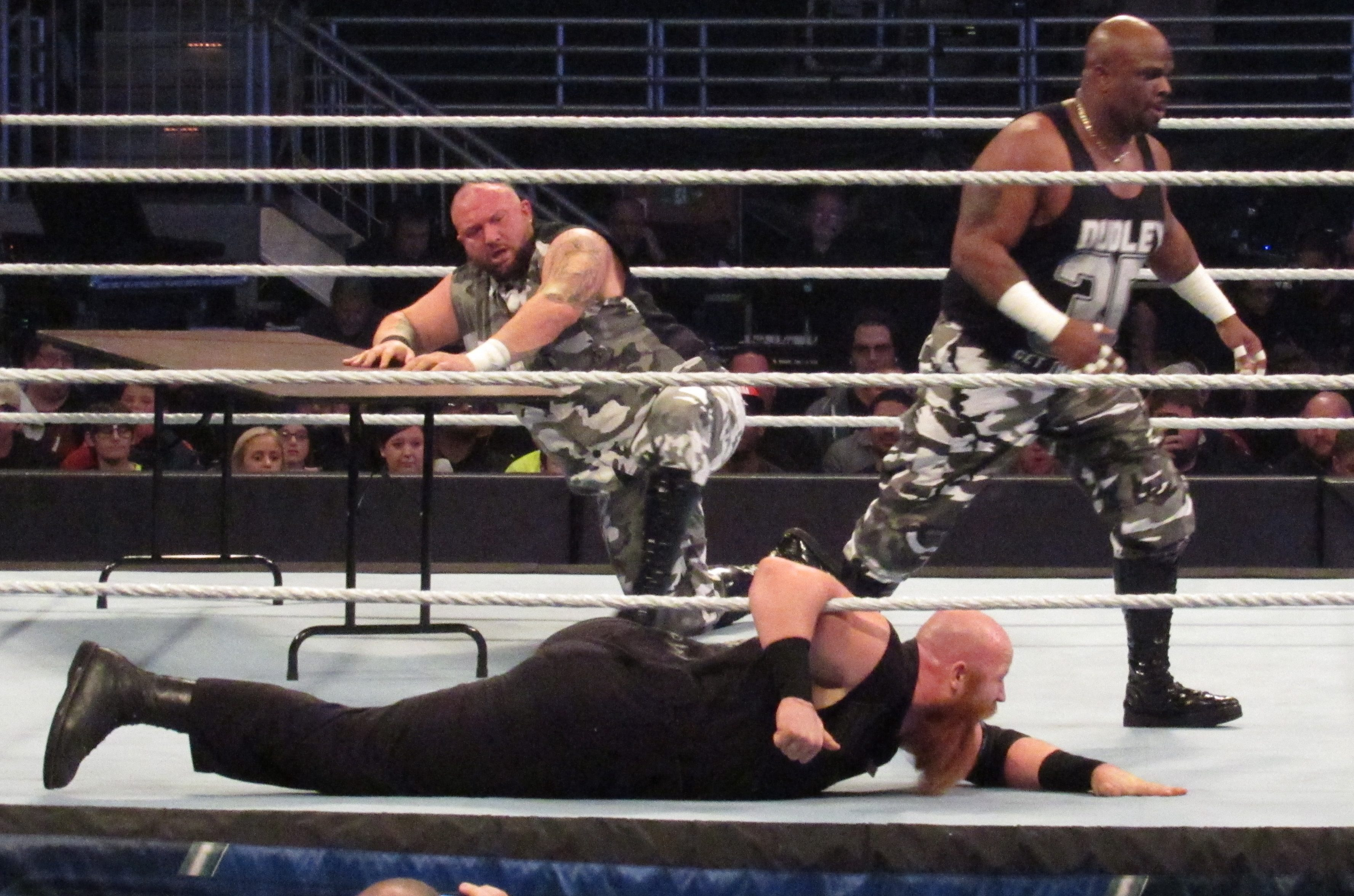
The Dudley Boyz contra The Wyatt Family en su regreso a WWE.

Después, comenzaron un feudo con The Wyatt Family, donde formarían el extinto stable The ECW Originals junto a Tommy Dreamer y Rhyno. En TLC: Tables, Ladders and Chairs, The ECW Originals fueron derrotados por The Wyatt Family en un Elimination Tables Match. Y la día siguiente, también fueron derrotados por los mismos en una revancha en un Hardcore Match.

#### 2016
El 8 de febrero en Raw, The Dudley Boyz cambiaron a heel por primera vez desde el 2004 en la WWE cuando atacaron a The Usos después de una 8-man Tag Team Tables Match, la cual participaron también The New Day y Mark Henry. y en Smackdown! de la misma semana, indicaron que renunciaban a la lucha con mesas, por lo que nunca más la emplearían en sus luchas dentro de WWE, ese mismo día atacaron a Roman Reigns luego de que este tuviera un careo con Paul Heyman. El 28 de marzo, los Dudley Boyz atacaron a Roman Reigns en defensa de lo que este había hecho contra Triple H. Retomaron su feudo contra The Usos en dirección a Wrestlemania.
En Wrestlemania 32, fueron derrotados por The Usos y después de la lucha, quebraron su promesa de no usar mesas en una lucha y lo usaron para castigar a sus oponentes pero The Usos los revirtieron y éstos lo usaron en contra de los Dudley Boyz. Al día siguiente, nuevamente se enfrentaron ante The Usos y esta vez, los derrotaron en un Tables Match. Tras su victoria, fueron confrontados por Enzo Amore & Colin Cassady, quienes hicieron su debut en WWE. Posteriormente, participaron en un torneo para definir a los retadores #1 de los Campeonatos en Parejas de WWE pero en la fase final, fueron derrotados por Enzo & Cass. El 19 de julio en SmackDown, fue enviado junto con D-Von Dudley a Raw como parte del Draft.
Tras varias luchas en WWE, en SummerSlam, fueron derrotados por Sami Zayn y Neville siendo esta, su última lucha en WWE. Al día siguiente en Raw, Bubba y D-Von anunciaron su retiro de la lucha libre pero fueron interrumpidos por The Shining Stars, a quienes atacaron, cambiando a face. Tras esto, trataron de aplicar un 3D a Primo sobre una mesa pero fueron atacados por Gallows & Anderson.

#### 2018
El 22 de enero durante el 25 aniversario de RAW hicieron una aparición interrumpiendo la lucha en parejas entre Heath Slater y Rhyno vs Apollo Crews y Titus O'Neil para después destruir una mesa usando a Slater. El 29 de enero se confirmó que serán inducidos al WWE Hall of Fame clase 2018.

## En lucha
- Movimientos finales

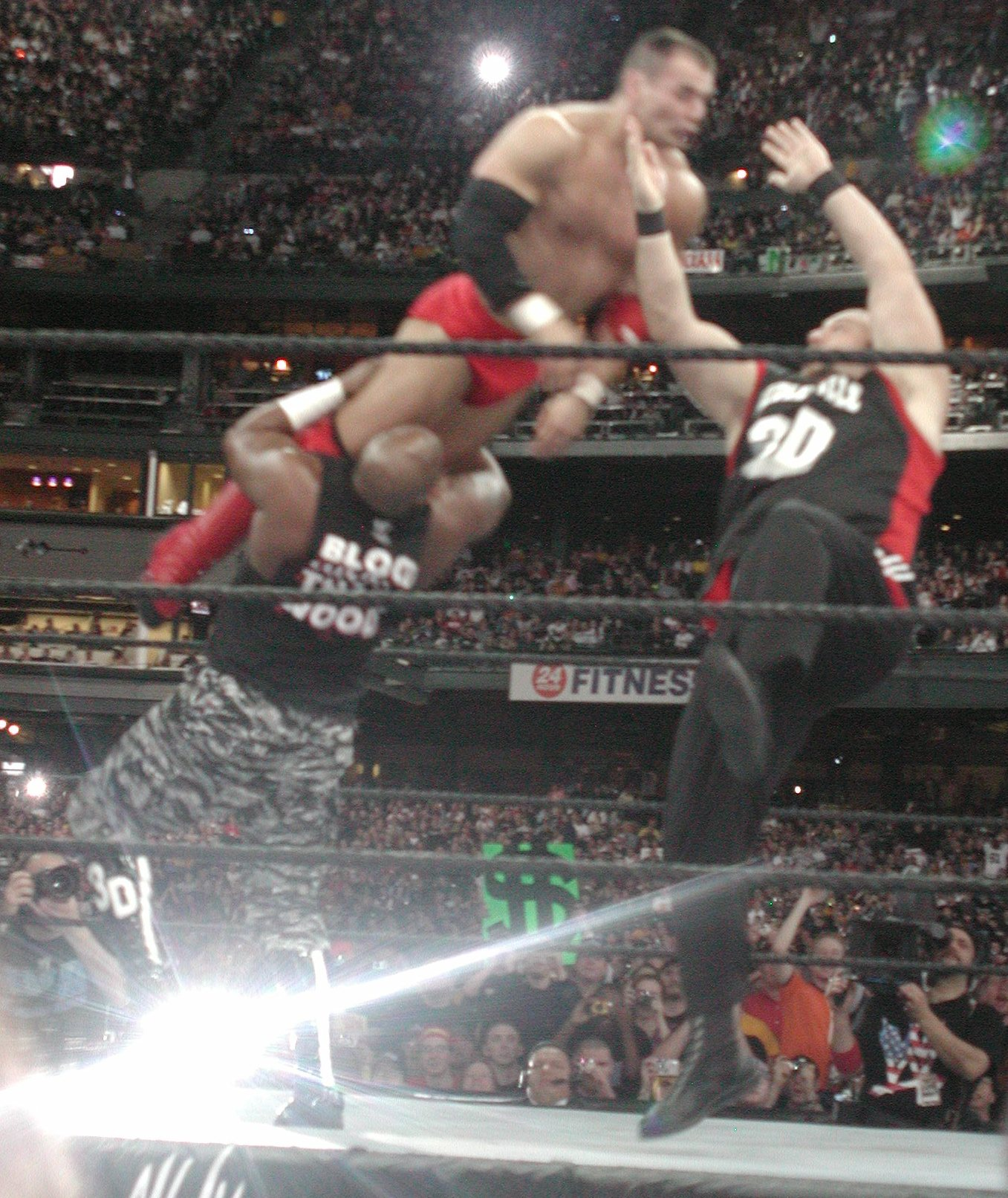
Bubba y D-Von aplicando el 3D a Lance Storm.

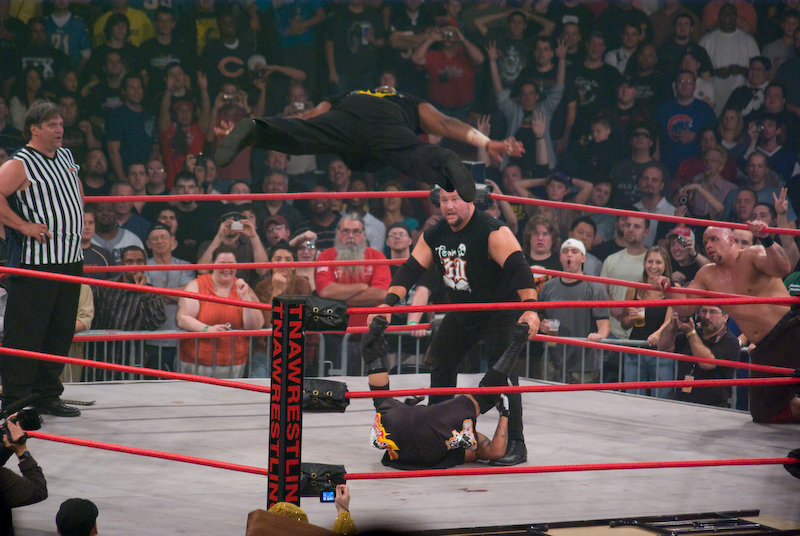
Team 3D aplicando su Whassup?.

  - 3D - Dudley Death Drop / Deadly Death Drop[1][2][4] (Combinación de flapjack de Devon y cutter de Ray, a veces sobre una mesa) - innovado
  - 3D II - Dudley Death Drop II[4] (Combinación de belly to back suplex de Devon y neckbreaker de Ray)[1]
  - Aided sitout superbomb,[1] normalmente sobre una mesa

- Movimientos de firma
  - Whassup?[1] (Low blow diving headbutt de Devon a un oponente sostenido por Ray mientras este grita "Whassup")
  - Dudleyville Device[4] (Combinación de electric chair drop de Ray y flying clothesline de Devon)
  - Combinación de inverted leg drop bulldog de Devon y sidewalk slam de Ray
  - Aided powerbomb,[1] a veces sobre una mesa
  - Double chokeslam
  - Double flapjack

- Managers
  - Joel Gertner
  - Sign Guy Dudley
  - "The Duchess of Dudleyville" Stacy Keibler
  - "The Boss" Spike Dudley
  - Paul Heyman[12]
  - Johnny Devine

- Apodos
  - "Those Damn Dudleys"[13] - WWF

## Campeonatos y logros
- All Japan Pro Wrestling

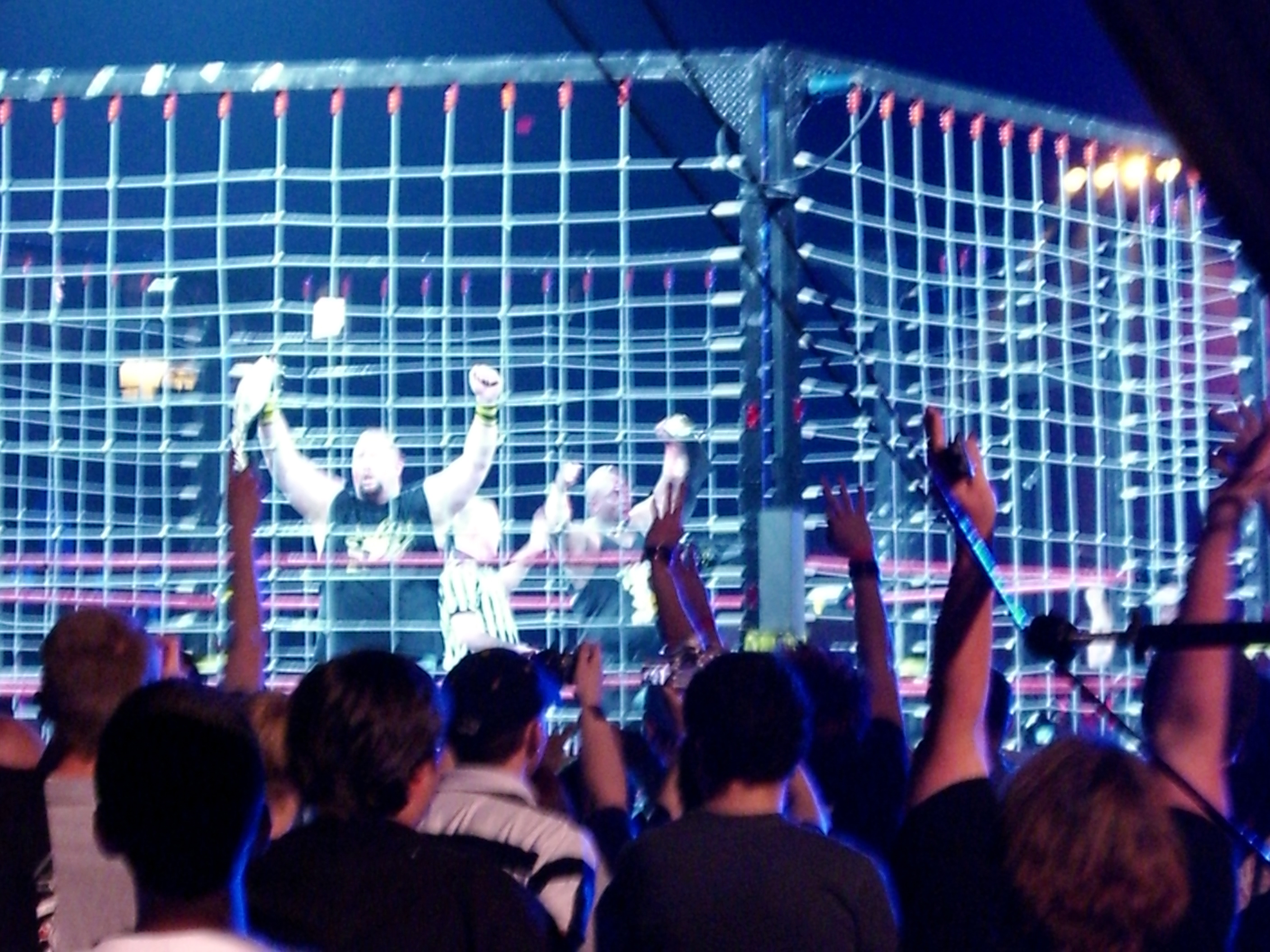
Team 3D como Campeones por Parejas de la TNA.

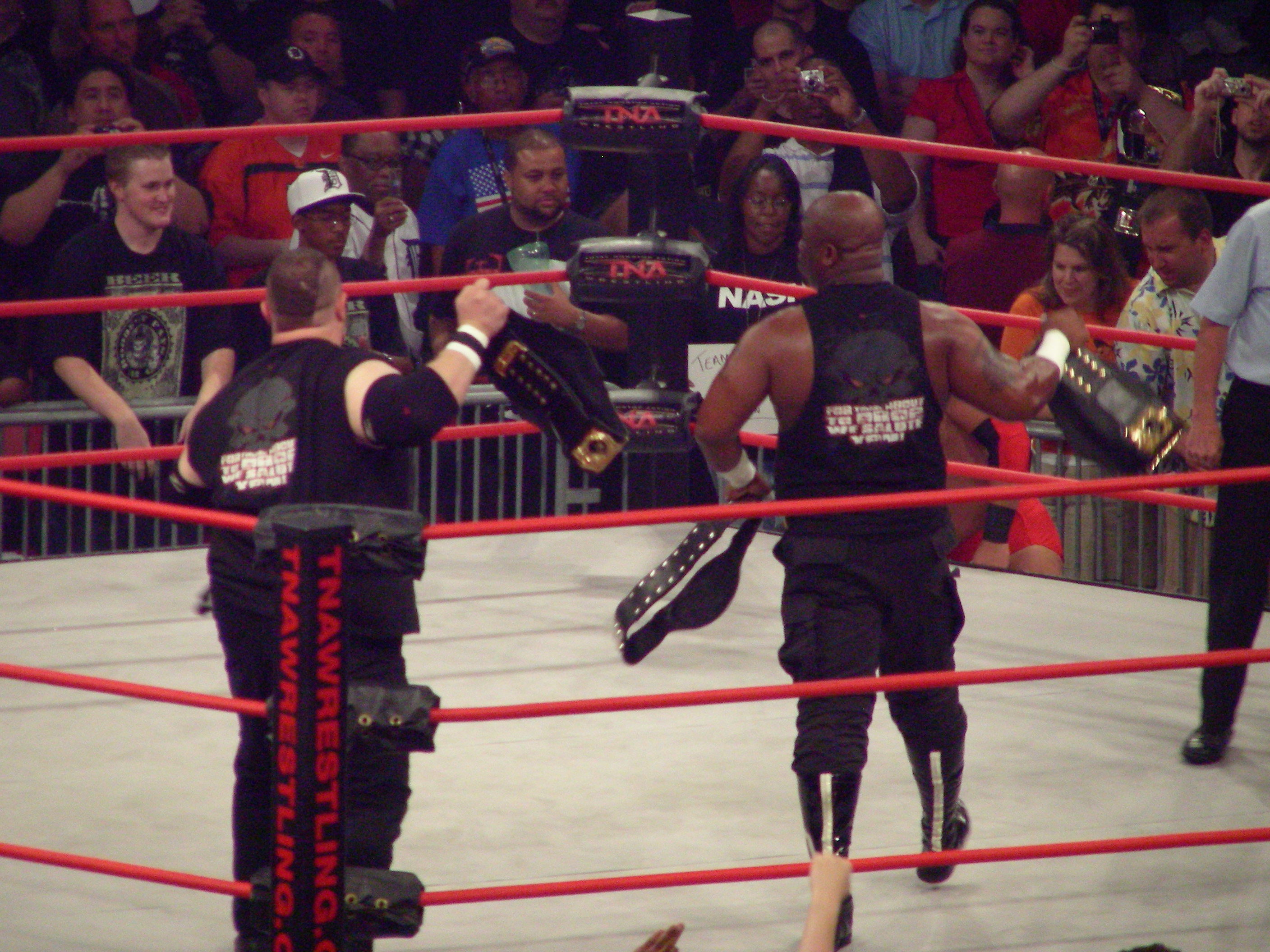
Team 3D como Campeones Mundiales en Parejas de TNA y Campeones en Parejas de IWGP.

  - AJPW World's Strongest Tag Team League (2005)

- New Japan Pro Wrestling
  - IWGP Tag Team Championship (2 veces)

- Extreme Championship Wrestling
  - ECW Tag Team Championship (8 veces)[14]

- World Wrestling Federation - World Wrestling Entertainment
  - WCW World Tag Team Championship (1 vez)
  - WWE Tag Team Championship (1 vez)[15]
  - WWF/E World Tag Team Championship (8 veces)[16][17][18][19][20][21][22][23]
  - WWE Hardcore Championship (11 veces) — Bubba[24]
  - WWE Hall of Fame (2018)[25]

- HUSTLE
  - HUSTLE Super Tag Team Championship (1 vez)[26]

- Total Nonstop Action Wrestling
  - NWA World Tag Team Championship (1 vez)[27]
  - TNA World Tag Team Championship (2 veces)[28]
  - TNA World Heavyweight Championship (2 veces) — Bully Ray
  - TNA Television Championship (1 vez) — Devon
  - TNA Hall of Fame (2014)
  - TNA Tag Team of the Year (2005)[29]

- Pro Wrestling Illustrated
  - Equipo del año (2001)[30]
  - Equipo del año (2009)[31]
  - Lucha del año (2000) vs. The Hardy Boyz vs. Edge & Christian (WrestleMania 2000, 2 de abril)
  - Lucha del año (2001)  vs. The Hardy Boyz vs. Edge & Christian (WrestleMania X-Seven, 1 de abril)

- Wrestling Observer Newletter
  - Situado en el Nº7 del WON Mejor pareja de la década (2000–2009)[32]